# Halele Centrale din Ploiești
Halele Centrale din Ploiești sunt unul dintre simbolurile Ploieștiului, monument istoric cu codul  PH-II-m-A-16306. 
Necesitatea vânzării centralizate a alimentelor, tot mai mult resimțită de un oraș în plină dezvoltare, a determinat, în anul 1925, inițiativa construirii unor mari hale. Primăria a încredințat lucrarea arhitectului Toma T. Socolescu, după ce îi înlesnise o călătorie de documentare în străinătate și alesese un loc în mijlocul orașului, lângă fostul Obor.
Săparea temeliilor a început în 1929, iar lucrările propriu-zise în 1930, desfășurându-se cu intensitate mai ales în 1934—1935, când Halele au început să funcționeze, deși finisajele și dotările au continuat și în anul următor.
Hala propriu-zisă este așezată în centrul complexului și are un plan pătrat, cu latura la parter de 50 metri. Legătura acestui parter cu subsolul (depozite, instalații frigorifice și de pasteurizare a laptelui) și cu etajul-balcon (destinat standurilor de brânzeturi, mezeluri și lăptărie) o făceau patru scări și patru lifturi pentru mărfuri. Parterul era destinat standurilor de cărnuri și zarzavaturi, în mijloc se găsea o tonetă circulară, etajată și ornamentată, pentru vânzarea florilor, iar deasupra se ridica o mare cupolă de beton și sticlă. Alături se găsește o altă construcție, de 50 x 10 m, concepută pe un singur nivel, ca o încăpere de trecere, numită „hala țărănească", pentru că era destinată vânzării produselor sătenilor. O a treia construcție, și aceasta având supantă, era „hala de pește", având deasupra un luminator de sticlă, iar în mijloc o fântână cu bazin de ciment.
În exterior se află, de jur împrejur, magazine, iar la etaj încăperi pentru birouri (în trecut a existat și un laborator), în colțul de sud-est se ridică un corp cu mai multe etaje, din care pornește un turn cu plan-pătrat, încununat cu un orologiu și terminat cu o terasă. Halele Centrale au fost reparate radical în anii 1982-1983. Clădirea Halelor, monumentală și unitară, cu fațadele de cărămidă roșcate și beton, dominată de marea cupolă și de turn, a devenit unul dintre simbolurile orașului.